# Ricardo Echeverría (jeździec)
Ricardo Echeverría Vergara (ur. 31 maja 1918 w Antofagaście, zm. 15 sierpnia 1988 w Angol) – chilijski jeździec sportowy. Srebrny medalista olimpijski z Helsinek.
Sukcesy odnosił w skokach przez przeszkody. Zawody w 1952 były jego jedynymi igrzyskami olimpijskimi – zdobył srebro w konkursie drużynowym. Startował na koniu Lindo Peal, a chilijską drużynę poza nim tworzyli César Mendoza i Óscar Cristi. W 1951 zdobył złoto igrzysk panamerykańskich w drużynie i brąz indywidualnie.